# Заянчковский, Иван Филиппович
Ива́н Фили́ппович Заянчко́вский (8 февраля 1917 — 24 мая 2010) — биолог-зоолог, ветеринарный врач, писатель-натуралист, почетный академик АН РБ (1995), доктор ветеринарных наук (1962), профессор (1963), заслуженный деятель науки РСФСР (1977) и БАССР (1970).

## Биография
Родился 8 февраля 1917 года в селе Руде Киевской области Украины.
В 1943 году окончил ветеринарный факультет Самаркандского сельскохозяйственного института.
После окончания института работал ветврачом на Урале и Украине (1943—1948), заведующим кафедрой Троицкого ветеринарного института Челябинской области (1950—1959), Рязанского сельскохозяйственного института (1959—1964), заведующим кафедрой, профессором Башкирского сельскохозяйственного института, ныне аграрного университета (1964—1997).

## Научная деятельность
Научные направления работы Заянчковского: физиология и патология размножения сельскохозяйственных животных.
Он внёс большой вклад в разработку проблем биологии размножения сельскохозяйственных животных. Впервые разработал методы внутривымянных вливаний при лечении коров, больных маститом, и гормональной терапии затрудненной яйцекладки птиц.
По его инициативе при кафедре акушерства Башкирского аграрного университета создан учебно-научный музей.
Почётный академик АН РБ (1995), он состоял в Отделении биологических, медицинский и сельскохозяйственных наук АН РБ.

## Труды
И. Ф. Заянчковский — автор 42 книг и около 400 научных и научно-популярных статей по вопросам ветеринарии, зоологии, хирургии, экологии, охраны природы. Его труды опубликованы на 22 языках народов СССР и зарубежья. Участвовал в подготовке и издании «Красной книги Башкирской АССР» (1984 и 1987).

### Научные и научно-популярные публикации
- Заянчковский И. Ф. Занимательная зоология / Художник С. Я. Савочкин. — Челябинск: Челябинское книжное издательство, 1955. — 248 с. — 15 000 экз.
- Заянчковский И. Ф. Задержание последа и послеродовые заболевания у коров. — М.: Колос, 1964. — 382 с.
- Заянчковский И. Ф. Враги наших врагов. — М.: Молодая гвардия, 1966. — 272 с. — (Эврика). — 65 000 экз.
  - Заянчковский И. Ф. Враги наших врагов / Художники А. Колли, И. Чураков. — Изд. 2-е, доп. — М.: Молодая гвардия, 1969. — 336 с. — (Эврика). — 50 000 экз.
- Заянчковский И. Ф. Ветеринарное акушерство, гинекология и искусственное осеменение сельскохозяйственных животных. — М.: Колос, 1967.
- Заянчковский И. Ф. Наследство и наследники: Об инстинктах, условных рефлексах и других сторонах поведения животных. — Свердловск: Средне-Уральское книжное издательство, 1971. — 312 с.
- Заянчковский И. Ф. Звери начеку: Органы чувств и поведение животных. — М.: Лесная промышленность, 1974. — 240 с. — 50 000 экз. (в пер.)
- Заянчковский И. Ф. Пастухи и артисты: Рассказы о прирученных и обученных животных. — Уфа: Башкирское книжное издательство, 1974. — 368 с. — 100 000 экз.
- Заянчковский И. Ф., Смирнов И. В. Практикум по искусственному осеменению сельскохозяйственных животных. — М.: Колос, 1975. — 272 с.
- Заянчковский И. Ф. Деонтология в ветеринарном акушерстве и гинекологии / Министерство сельского хозяйства CССР. Ульяновский сельскохозяйственный институт. Башкирский сельскохозяйственный институт. — Уфа; Ульяновск: Б.и., 1977. — 100 с.
- Заянчковский И. Ф. Живые барометры. — М.: Лесная промышленность, 1977. — 136 с. — 50 000 экз.
  - Заянчковский И. Ф. Живые барометры. — Изд. 2-е, доп. — М.: Лесная промышленность, 1987. — 152 с. — 25 000 экз.
- Заянчковский И. Ф. На службе у человека. — Уфа: Башкирское книжное издательство, 1977. — 184 с. — 20 000 экз.
- Заянчковский И. Ф. Говорящие птицы / Оформление М. Гайсина. — Уфа: Башкирское книжное издательство, 1981. — 152 с.
- Заянчковский И. Ф. Памятники животным. — Киев: Радянська школа, 1983. — 160 с. — (Библиотечная серия). — 190 000 экз. (обл.)
- Заянчковский И. Ф. Твоя родословная, Акбузат. — Уфа: Башкирское книжное издательство, 1983. — 264 с. — 50 000 экз.
- Заянчковский И. Ф. Животные — помощники ученых: Научно-популярные очерки / Худ. И. Файрушин. — Уфа: Башкирское книжное издательство, 1985. — 256 с. — 5000 экз.
- Заянчковский И. Ф. Пернатые друзья и помощники. — Челябинск: Южно-Уральское кн. изд-во, 1986. — 128 с.
- Заянчковский И. Ф. Верные помощники, настоящие друзья: (О развитии коневодства) / Пер. с рус. С. Л. Архангельской. — Киев: Урожай, 1988. — 216 с.
- Туников Г. М., Заянчковский И. Ф. Рядом с человеком. — Челябинск: Южно-Уральское кн. изд-во, 1990. — 242, [16] с. — (Природа и мы).
- Заянчковский И. Ф. Животные, приметы и предрассудки. — М.: Знание, 1991. — 256 с. — (Народный университет. Естественнонаучный факультет). — 100 000 экз. — ISBN 5-07-001303-3. (обл.)

## Награды
Лауреат Всесоюзных (1967, 1972) и Всероссийского (1969) конкурсов на лучшие научно-популярные книги.